# Катастрофа Ту-154 під Хабаровськом
Катастрофа Ту-154 під Хабаровськом — велика авіаційна катастрофа, що сталася в четвер 7 грудня 1995 в Хабаровському краї. Авіалайнер Ту-154Б-1 Хабаровського ВАТ виконував внутрішній рейс KHV 3925/3949 за маршрутом Хабаровськ — Южно-Сахалінськ — Хабаровськ — Улан-Уде — Новосибірськ, але через 25 хвилин після вильоту з Южно-Сахалінська впав з ешелону і врізався в Джауса за 274 кілометри від Хабаровська. Загинули всі 98 осіб, що знаходилися на його борту, — 90 пасажирів і 8 членів екіпажу.

## Літак
Ту-154Б (реєстраційний номер СРСР-85164, заводський 76А164, серійний 0164) був випущений Куйбишевським авіаційним заводом (КуАПО) 30 липня 1976 року і переданий Міністерству цивільної авіації, яке до 2 серпня направило авіалайнер в авіакомпанію "Аероф міжнародних повітряних сполучень). 2 червня 1980 року лайнер перевели до 1-го Хабаровського об'єднаного авіазагону. Після розпаду СРСР та ліквідації МДА СРСР Хабаровський об'єднаний авіазагін було перетворено на окреме авіапідприємство, але при цьому всі літаки в ньому продовжували носити ліврею «Аерофлоту». За неуточненими даними, у березні 1993 року авіалайнер був доопрацьований до моделі Ту-154Б -1. Оснащений трьома турбовентиляторними двигунами НК-8-2У виробництва Казанського моторобудівного виробничого об'єднання (КМПО). При призначеному ресурсі 15 000 циклів «зліт-посадка», 35 000 годин і 20 календарних років, 19-річний авіалайнер на день катастрофи здійснив 13 801 цикл «зліт-посадка» і налітав 30 001 годину 25 хвилин, з них з моменту (23 вересня 1991 року) — 2508 циклів «зліт-посадка» і 5411 годин.
Усього літак пройшов 4 великих ремонти, останній з яких проводився 23 вересня 1991 на заводі № 401ГА. Останнє технічне обслуговування виконувалось за формою Ф-2 1 грудня 1995 року інженерно-авіаційною службою (ІАС) Хабаровського ВАТ, при цьому також додатково було замінено двигуни № 1 (лівий) та № 2 (середній) та проведено додатковий обсяг робіт для експлуатації літака до відпрацювання міжремонтного ресурсу.

## Екіпаж
Літаком керував дуже досвідчений екіпаж, його склад був таким:
- Командир повітряного судна (КВС) — 46-річний Віктор Костянтинович Сумароков. Пілот 1-го класу ГА, 1970 року закінчив Бугурусланське ЛУ, де здобув середню спеціальну освіту, а 1978 року закінчив Ордена Леніна Академію цивільної авіації, де здобув вищу освіту. Термін дії льотного свідоцтва був до 6 листопада 1996 року. Був допущений до польотів за категорією 1 ІКАО метеомінімуму (60 на 800 метрів) та 400 метрів для зльоту. Налітав 12 225 годин, 5054 їх на Ту-154 (3974 їх як КВС). Раніше авіаційних пригод та інцидентів не мав[3].
- Другий пілот — 43-річний Станіслав Олександрович Ревідович. Пілот 1-го класу ГА, 1975 року закінчив Омське льотно-технічне училище (ЛТУ), де здобув середню спеціальну освіту, а 1991 року закінчив Ордена Леніна Академію цивільної авіації, де здобув вищу освіту. Термін дії льотного свідоцтва був до 4 квітня 1996 року. Налітав 10294 години, 1620 з них на Ту-154. Раніше мав один інцидент — виїзд за межі злітно-посадкової смуги в аеропорту Іркутськ в 1994[3].
- Штурман — 32-річний Олександр Олексійович Мартинов. Штурман 2-го класу ГА, у 1989 році закінчив Кіровоградське вище льотне училище цивільної авіації (КВЛУ ГА), де здобув вищу освіту. Термін дії льотного свідоцтва був до 27 квітня 1996 року. Налітав 5008 годин, 1990 їх на Ту-154. Раніше авіаційних пригод та інцидентів не мав[3].
- Бортінженер — 30-річний Григорій Олексійович Мороз. Бортінженер 3-го класу ГА, у 1991 році закінчив КІІ ГА, де здобув вищу освіту. Термін дії льотного свідоцтва був до 26 грудня 1996 року. Налітав 1816 годин, усі на Ту-154. Раніше авіаційних пригод та інцидентів не мав[3].

У день катастрофи всі 4 пілоти працювали 7 годин 20 хвилин, з них у польоті — 1 година 25 хвилин.
У салоні літака працювали четверо бортпровідників:
- Ольга Пантеліївна Шинкаренко, 39 років.
- Ірина Володимирівна Ширінова, 34 роки.
- Олексій Миколайович Вовченко, 32 роки.
- Інна Геннадіївна Філіппова, 32 роки.

## Розшифровка переговорів
| 17:07:00 | КВС   | Увага, екіпаж! Приступити до передпосадкової підготовки. Посадка! Погода у Хабаровську відповідає мінімуму. Запасний — Южно-Сахалінськ. Посадка з курсу 54 градуси. Тиск 758, вітер 360, 2 метри за секунду. Температура –13 градусів. Зчеплення 0,55. Особливостей на посадці немає. Пілотування праворуч, що контролює зліва. Зв'язок ліворуч. |
| 17:07:33 | GPWS  | КРЕН ВЕЛИКИЙ ПРАВИЙ. |
| 17:07:35 | КВС   | Чого це ти робиш, га? Зменш! |
| 17:07:36 | КВС   | Тримай! Автопілот вимкни! |
| 17:07:39 | Шт    | Бачу! Іде! |
| 17:07:45 | КВС   | Ну що там? |
| 17:07:46 | Шт    | Крен! |
| 17:07:47 | КВС   | Чого, бл …? Куди! |
| 17:07:48 | Шт    | Крен, крен, крен, крен великий! |
| 17:07:49 |       | Звукова сигналізація перевищення швидкості . |
| 17:07:50 | Шт    | Крен великий! |
| 17:07:51 | КВС   | Зменш крени! |
| 17:07:52 | Шт    | Швидкість яка? |
| 17:07:53 | КВС   | Т…ю матір! Ну де ми сидимо? ! Перша система! |
| 17:07:55 | Шт    | Так, крен! Крен! Чи не бачиш, чи що? |
| 17:07:57 | КВС   | Куди крен? |
| 17:07:58 | Шт    | Крен не бачиш, чи що? |
| 17:08:01 | БІ    | Швидкість! Швидкість! |
| 17:08:02 | Шт    | Швидкість яка? |
| 17:08:03 | КВС   | Крен виправляй! Крен виправляй! Не поспішай! Потихеньку, потихеньку! |
| 17:08:06 | АКАСП | Сигнал позамежного кута атаки. |
| 17:08:12 | КВС   | Падаємо! Падаємо! |
| 17:08:14 | Шт    | Висота-а-а-а-а! ! |
| 17:08:16 | КВС   | Все, бл … ь, все! Пі…єць! |
| 17:08:19 | Шт    | Ну-у… |
| 17:08:20 |       | Звук удару. |
| 17:08:21 |       | Кінець запису. |